# John Astor (3e baron Astor of Hever)
Pour les autres membres de la famille, voir Famille Astor.
John Jacob Astor VIII, né le 16 juin 1946, 3e baron Astor de Hever, ex-militaire est homme d'affaires et politique de la noblesse britannique.

## Biographie
Il étudia au Collège d'Eton et à l'académie royale militaire de Sandhurst avant de recevoir sa commission dans l'armée. Il est affiché aux Life Guards, servant jusqu'en 1970.
Il rejoint les entreprises familiales avant d'héritier de son père, le 2e baron. Admis à la chambre des lords en 1984, il devient observateur parlementaire britannique à Johannesbourg aux élections générales sud-africaines de 1994. Il démissionne de la Chambre des Lords le 22 juillet 2022.
Membre de l'exécutif du l'association des pairs conservateurs de 1996 à 1998, il est élu depuis 1999 pair héréditaire à la Chambre des lords. 
Porte-parole de l'Opposition officielle au Sécurité sociale et à la Santé de 1998 à 2001, il est ensuite chargé à l'ombre des Affaires étrangères, du Développement international et de la Défense jusqu'en 2010. Parenté du premier ministre David Cameron, le baron Astor est en 2010 nommé « Lord-in-Waiting » puis sous-secrétaire d'État parlementaire à la Défense jusqu'en 2015.
Ancien vice-président du parti conservateur, il est liveryman (en) de la Goldsmiths' Company de Londres et « Deputy Lieutenant » du Kent.